# Gluta wrayi
Gluta wrayi är en sumakväxtart som beskrevs av George King. Gluta wrayi ingår i släktet Gluta och familjen sumakväxter. Inga underarter finns listade i Catalogue of Life.